# 顾汝学
顧汝學（1551年—1604年），字思益，號悅菴，浙江杭州府錢塘縣民籍，仁和縣人，明朝政治人物。

## 生平
隆慶四年（1570年）庚午科浙江鄉試第五十二名舉人，萬曆十一年（1583年）中式癸未科會試第一百五十五名，三甲第一百四十四名進士。禮部觀政，丁父憂，服闋，十四年（1586年）授南京禮部主事，十六年（1588年）升郎中，二十年（1592年）出為直隸太平府知府，二十四年（1596年）五月升四川按察司副使，二十九年（1601年）升雲南布政使司右參政，三十二年（1604年）升雲南按察使，同年卒於官。

## 著作
著有《悅菴集》、《雙清堂集》七卷。

## 家族
曾祖顧文淵，儒官；祖父顧恩，省祭官，封中憲大夫；父顧言，貴州左布政使。母張氏（封恭人）。慈侍下。弟顧汝問、顧汝教、顧汝孜。